# Freeman (album)
Freeman – dwudziesty czwarty album studyjny Burning Speara, jamajskiego wykonawcy muzyki reggae.
Płyta została wydana 1 lipca 2003 roku przez Burning Music, własną wytwórnię Speara. Nagrania zarejestrowane zostały w studiu MVP (dawniej Harry J Studio). Ich produkcją zajęła się Sonia Rodney, żona artysty. Spearowi akompaniowali muzycy sesyjni z założonej przez niego grupy The Burning Band.
W roku 2004 krążek został nominowany do nagrody Grammy w kategorii najlepszy album reggae. Była to dziewiąta nominacja do tej statuetki w karierze muzyka.
W roku 2005 wspólnym nakładem Burning Music i Nocturne Records ukazała się reedycja albumu, do której dołączono bonusową płytę ze zdubowanymi wersjami utworów (rok wcześniej wydaną również osobno jako Living Dub Vol. 6).

## Lista utworów
1. "Trust"
2. "We Feel It"
3. "Ha Ha"
4. "Not Guilty"
5. "Rock And Roll"
6. "Hey Dready"
7. "Freeman"
8. "Loved For Who I Am"
9. "Rise Up"
10. "Old School"
11. "They Can't"
12. "Changes"

## Muzycy
- Robert Brown - gitara
- Ian "Beezy" Coleman - gitara
- Leebert "Gibby" Morrison - gitara
- Chris Meredith - gitara basowa
- Dillon White - perkusja
- Winston Rodney - perkusja
- Shawn "Mark" Dawson - perkusja
- Christopher "Sky Juice" Blake - perkusja
- Leroy "Horsemouth" Wallace - perkusja
- Uziah "Sticky" Thompson - perkusja
- Stephen Stewart - keyboard
- Everton Gayle - saksofon
- Barry Bailey - puzon
- Junior "Chico" Chin - trąbka
- Michael "Lukie D" Kennedy - chórki
- Jeoffrey "Star" Forrest - chórki
- Paul "Lymie" Murray - chórki
- Anthony Selassie - chórki
- Delton Browne - chórki
- Pam Hall - chórki